# Never Mind the Bollocks/Spunk
Never Mind the Bollocks/Spunk è un album doppio dei Sex Pistols, pubblicato nel 1996 dalla Virgin Records che contiene la ristampa del primo album del gruppo, Never Mind the Bollocks, Here's the Sex Pistols, del bootleg Spunk, oltre a diverse demo.

## Tracce

### CD 1
1. Holidays in the Sun – 3:19
2. Bodies – 3:01
3. No Feelings – 2:48
4. Liar – 2:39
5. Problems – 4:09
6. God Save the Queen – 4:06
7. Seventeen – 2:01
8. Anarchy in the U.K. – 3:31
9. Submission – 4:10
10. Pretty Vacant – 3:15
11. New York – 3:03
12. E.M.I. – 3:09

### CD 2
1. Seventeen – 2:09
2. Satellite – 4:10
3. Feelings – 2:52
4. Just Me – 3:11
5. Submission – 4:17
6. Nookie – 4:08
7. No Future – 3:37
8. Problems – 4:19
9. Lots of Fun – 3:09
10. Liar – 2:44
11. Who Was It? – 3:15
12. New York (Looking for a Kiss) – 3:08
13. Problems – 3:36
14. No Feelings – 2:42
15. Pretty Vacant – 2:46
16. Submission – 4:08
17. No Feelings – 2:47
18. E.M.I. – 3:14
19. Satellite – 4:00
20. Seventeen – 2:05
21. Anarchy in the U.K. – 3:58